# Cacín
Cacín település Spanyolországban, Granada tartományban. Cacín Moraleda de Zafayona, Chimeneas, Alhama de Granada, Ventas de Huelma, Agrón és Arenas del Rey községekkel határos. Lakosainak száma 537 fő (2024).

## Népesség
A település népessége az elmúlt években az alábbi módon változott:
| Lakosok száma | 788  | 712  | 685  | 633  | 609  | 594  | 594  | 569  | 555  | 537  |
|               | 2001 | 2004 | 2006 | 2009 | 2011 | 2014 | 2016 | 2019 | 2021 | 2024 |